# Tramwaje w Inowrocławiu
Tramwaje w Inowrocławiu – system tramwajowy działający w Inowrocławiu w latach 1912–1962.

## Historia
System uruchomiono 10 listopada 1912, kiedy pierwszy tramwaj przejechał z dworca kolejowego do Rynku. Następnie wybudowano linię z Rynku do ul. Poznańskiej, natomiast nie zrealizowano planowanych linii do Solanek, Mątew oraz ul. Toruńskiej.
W 1918, gdy Inowrocław przeszedł w ręce polskie, ponownie uruchomiono komunikację tramwajową.
W 1919 z powodu niskiej frekwencji wywołanej powojennym kryzysem zlikwidowano odcinek Rynek – Strzelnica, natomiast w 1923 wybudowano niewielki odcinek na ul. św. Ducha (uruchomiony 1 czerwca 1923). 1 kwietnia 1933 odcinek ten wydłużono do Inowrocławskiej Fabryki Maszyn (nazwę przystanku końcowego przemianowano następnie na „Koszary Artyleryjskie”). Tramwaje kursowały tą trasą do 1960.
Ostatni odcinek, z mijankami przy ul. Marcinkowskiego i Królowej Jadwigi, został zamknięty 31 grudnia 1962. Przez mieszkańców Inowrocławia, tramwaj był potocznie nazywany „bimbą”.